# Kwas mewalonowy
Kwas mewalonowy (kwas 3-metylo-3,5-dihydroksypentanowy) – organiczny związek chemiczny z grupy hydroksykwasów. Odgrywa rolę w wieloetapowym procesie biosyntezy izoprenoidów, w tym cholesterolu. Kwas mewalonowy powstaje z kwasu 3-hydroksy-3-metyloglutarowego przy udziale enzymu reduktazy HMG-CoA, regulującego powstawanie cholesterolu. Kwas 3-metylo-3,5-dihydroksypentanowy występuje w dwóch odmianach enancjomerycznych, biologicznie aktywny jest związek o konfiguracji R.